# منتخب أنتيغوا وباربودا لكأس ديفيز
منتخب أنتيغوا وباربودا لكأس ديفيز (بالإنجليزية: Antigua and Barbuda Davis Cup team)‏ هو ممثل أنتيغوا وباربودا الرسمي في كرة المضرب في كأس ديفيز.